# ممالیاج
ممالیاج (به لاتین: Memaliaj) یک شهرک در آلبانی است که در ناحیه تپلنه واقع شده‌است.